# 曹乃謙
曹 乃謙（そう だいけん、1949年2月 — ）は、中華人民共和国（中国）の小説家。代表作に小説『闇夜におまえを思ってもどうにもならない』。中国作家協会会員、山西省作家協会理事、大同市作家協会副主席。

## 略歴
1949年2月、中華民国・山西省応県馬峪村に生まれる。
1962年に大十字小学（現在の大同市平城区第五小学）を、1965年大同市第五中学を卒業。1965年に大同一中に入学。
1968年、晋華宮鉱の井下装煤工を務めた。
1969年、大同鉱務局文工団の器楽演奏員を務めた。
1972年10月、公安戸籍警、刑警の仕事に戻った。
現職は大同市公安局政治部宣伝所科員。
1986年、執筆活動を開始。
1991年、中国作家協会に入会。

## 著書
- 『到黑夜想你没辦法——温家窯風景』[3]
- 『悲衣的奠』
- 『莜麥稭窩裏』
- 『斎斎』
- 『山薬蛋』
- 『山丹丹』
- 『老漢』
- 『三十三顆蕎麥九十九道棱』
- 『銅瓢瓮上挂』
- 『我的人生筆記——你變成狐子我變成狼』
- 『最後的村荘』
- 『仏的孤獨』
- 『十字路口的豊碑』

## 邦訳
- 『闇夜におまえを思ってもどうにもならない』（原題『到黑夜想你没辦法——温家窯風景』）杉本万里子訳、2016年11月、論創社